# ケーニヒ・ヴィルヘルム (装甲艦)
| 竣工当時の「ケーニヒ・ヴィルヘルム」。 | |
| 艦歴                                   | |
| 発注                                   | テムズ鉄工造船所 |
| 起工                                   | 1865年 |
| 進水                                   | 1868年4月 |
| 就役                                   | 1869年 |
| 退役                                   | |
| その後                                 | 1921年4月にデコイ、解体処分。 |
| 除籍                                   | 1904年に除籍後、練習船となる。 |
| 前級                                   | フリードリヒ・カール |
| 次級                                   | ハンザ |
| 性能諸元（竣工時）                     | |
| 排水量                                 | 常備：9,754トン 満載：10,761トン |
| 全長                                   | 115.0m |
| 水線長                                 | 108.6m |
| 全幅                                   | 18.3m |
| 吃水                                   | 8.12m（常備） 8.6m（満載） |
| 機関                                   | 型式不明石炭専焼円缶8基 +モーズレイ・ソン・フィルド式2気筒レシプロ機関1基1軸推進 |
| 最大出力                               | 8,000hp（機関航行時） 1890年：8,440hp |
| 最大速力                               | 14.0ノット（機関航行時） 1890年：14.7ノット |
| 航続距離                               | 竣工時：10ノット/1,300海里 1896年：14ノット/1,570海里 |
| 燃料                                   | 石炭:750トン 1896年：830トン（常備）、1,030トン（満載） |
| 乗員                                   | 竣工時：730～748名 1890年：1158名 |
| 兵装                                   | 竣工時：クルップ 1865年型 24cm（20口径）カノン砲18基 クルップ 1861年型 21cm（22口径）カノン砲5基 1882年：クルップ 1865年型 24cm（20口径）単装砲18基 クルップ 1861年型 21cm（22口径）カノン4基 15cm（30口径）単装砲7基 8.8cm（30口径）単装砲4基 オチキス 3.7cm（23口径）回転式5連装砲6基 35cm水中魚雷発射管単装5基 1890年：クルップ 1865年型 24cm（20口径）単装砲18基 15cm（30口径）単装砲1基 8.8cm（30口径）単装砲18基 35cm水中魚雷発射管単装5基 |
| 装甲                                   | 複合装甲（鉄板+木板） 舷側：127mm（水線最厚部）、89.9mm（水線末端部） 甲板：0mm 主砲バーベット：170mm 舷側砲郭部：150～203ｍｍ（側面部） 前部司令塔：100mm（側盾）、30mm（天蓋） 後部司令塔：50mm（側盾）、30mm（天蓋） |

ケーニヒ・ヴィルヘルム (ドイツ語: SMS König Wilhelm) は、プロイセン王国海軍およびドイツ帝国海軍の舷側砲門装甲艦である。

## 概要
本級はプロイセン王国海軍がイギリスのテムズ鉄工造船所に発注した装甲艦である。元はオスマン帝国海軍向けに設計されたファーティフ（トルコ語: Fatih: 征服帝）であったが、プロイセン王国が取得した。ドイツ帝国誕生後は、その海軍に所属が移った。

## 艦形と武装
船体の基本形状は艦首水面下に衝角をもつ平甲板型船体に3本の帆走用マストを立て、船体中央部には帆走時には船体に引き込める2本煙突が立ち、間には操舵艦橋が設けられていた。船体内部には150mmから203mmにもなる装甲板をリベットで組み立てた砲郭（ケースメイト）があり、甲板上に突き出るように厚さ170mmにもなる筆箱状のバーベットが前後に一つずつ設けられ、内部には21cm砲が単装砲架で2基ずつ配置され端部に開けられた砲門で射界を得る工夫であった。舷側の砲門部には片舷9か所の砲門が開けられ、砲郭内の24cm砲を片舷9基ずつ計18基を配置した。
1890年代に近代化改装を受けた折にボイラーを換装して帆走設備は全廃し、見張り所を持つ前後マストとなった。

## 参考図書
- 「Conway All The World's Fightingships 1860-1905」（Conway）